# Florus von Lyon
Florus von Lyon, latinisiert Florus Lugdunensis, († um 860) war ein Diakon und Theologe der ersten Hälfte des 9. Jahrhunderts in Lyon.

## Leben
Über seine Herkunft und Jugend ist nichts bekannt. Er wurde wahrscheinlich in Lyon ausgebildet an der von Bischof Leidrad von Lyon gegründeten Kathedralschule. Ein Brief von ihm, Erzbischof Agobard von Lyon und dem Priester Hildigisius zwischen 827 und 830 an den Bischof Bartholomäus von Narbonne ist die erste schriftliche Erwähnung von ihm. Damals ist er schon Diakon von Lyon, was er bis zu seinem Tod blieb. Da er damals schon einen Ruf als Theologe hatte, ist er wahrscheinlich schon Ende des 8. Jahrhunderts geboren. Das wird auch durch einen Brief von Walahfrid Strabo an Bischof Agobard aus derselben Zeit bestätigt, in dem er gepriesen wird als jemand, dessen Ruf bis zum Rhein vorgedrungen sei. Er starb um 860.
Er war ein im Frankenreich einflussreicher Theologe, der zu kirchenpolitischen und kircheninternen Themen Stellung bezog und zu Rate gezogen wurde. Er trat weltlichen politischen Einflüssen auf die Kirche wie bei der Synode von Diedenhofen 835 entgegen (die zur vorübergehenden Entmachtung des Bischofs von Lyon Agobard führten) und nahm gegen liturgische Reformen von Agobards zeitweiligem Nachfolger Amalarius Stellung, den er der Ketzerei beschuldigte. Nach Dopsch (Lexikon des Mittelalters) erreichte er mit seinen Polemiken die Absetzung von Amalarius. Auch sonst war er gegen alle Arten von Neuerungen und streng der Tradition verhaftet (Dopsch).
Florus war in den Streit um die Prädestinationslehre von Gottschalk von Orbais involviert, der auf der Synode von Quierzy (849) verurteilt wurde, wogegen sich aber Widerstand besonders im Westteil des Frankenreichs bildete, auch durch  Florus von Lyon, der Gottschalk gegen Johannes Scotus Eriugena verteidigte.
Er schrieb Kommentare zu den Briefen von Paulus und ergänzte das Martyrologium von Beda Venerabilis, sorgte an der Kathedralschule für den Ausbau der Bibliothek und stellte Auszüge aus Kirchenvätern zusammen. Von ihm stammen auch einige lateinische Gedichte, meist zu biblischen Themen, aber auch zum Beispiel eine Klage über den Zerfall des Frankenreichs. Wie Agobard schrieb er auch gegen die Juden.

## Schriften
- De iniusta vexatione ecclesiae Lugdunensis
- Capitula ex lege et canone collecta
- De electionibus episcoporum (Freiheit der Bischofswahl von weltlichen Einflüssen anlässlich der Absetzung von Agobard 835)
- Querela de divisione Imperii
- De expositione Missae
- Opuscula contra Amalarium (unter anderem: Invectio canonica Martini papae in Amalarium officiographum)
- Opuscula de praedestinatione (unter anderem: Liber adversus Johannem Scotum)
- De fugiendis contagiis Iudeorum (Über die Vermeidung des Umgangs mit Juden)
- De coertione Judeorum ... (Über die Bändigung der Juden, Zusammenstellung von kirchenrechtlichen Stellen gegen die Juden, sowie kirchenrechtliche Fragen zu Verfahren gegen Kleriker, gegen Bischof Modoin von Autun gerichtet)
- Martyrologium (Erweiterung des Martyrologiums von Beda Venerabilis)
- Carmina (Gedichte)

Ausgaben:
- Migne (Hrsg.): Patrologiae Cursus Completus, Series Latina, Band 119, S. 9ff, Band 121, S. 985–1134
- Édition pratique des martyrologes de Bède, de l’anonyme lyonnais et de Florus, Hrsg. Jacques Dubois, Geneviève Renaud, Paris: Éditions du Centre national de la recherche scientifique 1976
- Monumenta Germaniae Historica, Epistolae selectae, Band  V, S. 267–273, 340–343
- Monumenta Germaniae Historica, Leges, Concilia, Band II/2, S. 768–782
- Monumenta Germaniae Historica, Antiquitates, Poetae latini medii aevi, Band II, S. 507–566, Band IV/3, S. 930–931

Kritische Ausgabe:
- P.-I. Fransen u. a.: Flori Lugdunensis Opera Omnia, in: Corpus Christianorum Continuatio Mediaevalis, Turnhout: Brepols, ab 2002